# Mama Behave
Mama Behave è una comica muta del 1926 diretta da Leo McCarey con la supervisione di F. Richard Jones (nessuno dei due viene accreditato nei titoli).
Il film ha come protagonista Charley Chase e venne distribuito il 28 febbraio 1926.

## Trama
Un uomo scopre che sua moglie vuole che egli si comporti di più come suo fratello gemello, così decide di impersonare il gemello nel tentativo di determinare la fedeltà della moglie.

## Produzione
Il film fu prodotto dalla Hal Roach Studios. Le riprese durarono dal 27 ottobre 1925 al 6 novembre 1925.

## Distribuzione
Distribuito dalla Pathé Exchange, il cortometraggio uscì nelle sale cinematografiche USA il 28 febbraio 1926 presentato da Hal Roach.
La pellicola, ancora esistente, è stata distribuita sul mercato Home Video in una versione DVD. Detentore del copyright è la Milestone Film & Video (copyright 2005). Il film è uscito nel 2007, distribuito dalla Looser Than Loose Publishing e nel 2012, distribuito dalla Milestone Film & Video.